# 宮本町 (越谷市)
宮本町（みやもとちょう）は、埼玉県越谷市の町名。現行行政地名は宮本町一丁目から五丁目。郵便番号は343-0806。

## 地理
埼玉県越谷市の中央部に位置する。越谷駅の北西部にあたり、全域が宅地化している。北部を元荒川が流れる。

## 歴史
- 1966年（昭和41年）9月1日 - 大字四丁野、大字神明下、大字越ケ谷の各一部から宮本町一丁目〜五丁目が成立[4]。

### 地名の由来
地名は江戸期に久伊豆神社が当地に鎮座していた（元郷）ことによるもの。

## 世帯数と人口
2018年（平成30年）3月1日現在の世帯数と人口は以下の通りである。
| 丁目         | 世帯数    | 人口     |
| ------------ | --------- | -------- |
| 宮本町一丁目 | 840世帯   | 1,880人  |
| 宮本町二丁目 | 713世帯   | 1,611人  |
| 宮本町三丁目 | 1,211世帯 | 2,637人  |
| 宮本町四丁目 | 451世帯   | 951人    |
| 宮本町五丁目 | 1,342世帯 | 3,037人  |
| 計           | 4,557世帯 | 10,116人 |

## 小・中学校の学区
市立小・中学校に通う場合、学区は以下の通りとなる。
| 丁目         | 番地   | 小学校               | 中学校             |
| ------------ | ------ | -------------------- | ------------------ |
| 宮本町一丁目 | 全域   | 越谷市立越ヶ谷小学校 | 越谷市立中央中学校 |
| 宮本町二丁目 | 全域   | 越谷市立宮本小学校   | 越谷市立中央中学校 |
| 宮本町三丁目 | 全域   | 越谷市立宮本小学校   | 越谷市立西中学校   |
| 宮本町四丁目 | 51～56 | 越谷市立出羽小学校   | 越谷市立富士中学校 |
| 宮本町四丁目 | その他 | 越谷市立出羽小学校   | 越谷市立西中学校   |
| 宮本町五丁目 | 全域   | 越谷市立宮本小学校   | 越谷市立西中学校   |

## 交通

### 鉄道
地域内に鉄道駅は敷設されていない。最寄り駅は越谷駅となっている。

### 道路
- 国道4号
- 四丁野通り
- 宮子通り

## 施設
- 越谷市立宮本小学校
- 宮本町二丁目第一自治会館
- 宮本町二丁目集会所
- 野尻稲荷神社
- 新義真言宗 迎摂院 - 久伊豆神社の別当寺[4]
- 宮本公園
- 宮本五丁目公園